# Siiri Sisask

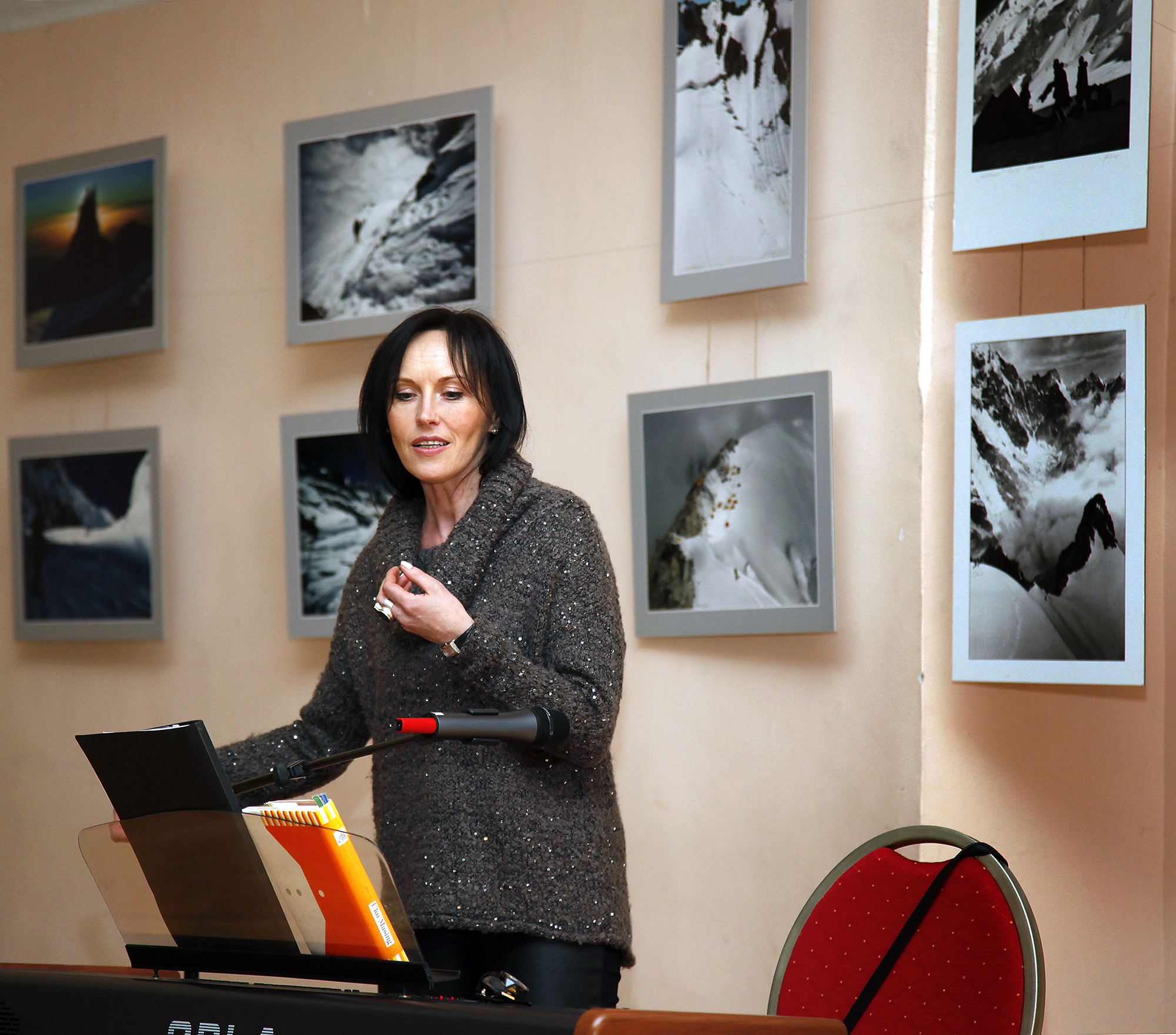
Siiri Sisask em 2014

Siiri Sisask (nascida em 21 de setembro de 1968) é uma cantora, actriz de teatro e cinema e política estoniana.
Sisask nasceu em Rapla. O seu irmão mais velho é o compositor Urmas Sisask. Ela foi um membro do X Riigikogu pelo Partido Res Publica.